# Erhvervsskolernes ElevOrganisation
Erhvervsskolernes ElevOrganisation (forkortet EEO) er en dansk interesseorganisation for HTX, EUD, EUX og SOSU/PAU elever. Organisationen blev stiftet i 1996. Organisationen blev dannet, fordi elevrådene på nogle tekniske skoler manglede et landsdækkende forum.
EEOs primære formål er, at erhvervsskoleelever og HTX-elever får reel indflydelse på deres uddannelse, og at skabe gode forudsætninger for elevrådene på erhvervsskolerne. Det sker gennem elevråd, elevrepræsentation i skolernes bestyrelser og andre steder, hvor de kan få indflydelse gennem såvel parlamentarisk som udenomsparlamentarisk arbejde. 
Formanden for Erhvervsskolernes ElevOrganisation er Mads Haugbølle Behrendsen, næstformanden med ansvar for organisation er Kasper Bjørnskov og næstformanden med ansvar for politik er Daniel Holm Hansen.
EEOs sekretariat er placeret på Vibevej i København og kaldes Elevbevægelsens Hus, da man deler huset sammen med DGS og LH.
EEO er medlem af Dansk Ungdoms Fællesråd.
Foreningen mødes minimum 3 gange årligt. I efteråret på Kongressen, til foråret på Landsmødet og om sommeren på Sommerlejren.
I 2013 skiftede EEO navn fra Erhvervsskolernes Elev-Organisation til Erhvervsskolernes ElevOrganisation.

## Kongressen
Erhvervsskolernes ElevOrganisation har flere myndigheder, heraf er kongressen den højeste. På kongressen gennemgås EEO's vedtægter. Der laves en handlingsplan for det nye år, og der vælges en ny hovedbestyrelse. Derudover behandles udtalelser til specifik politik, som EEO skal føre. 
Kongressen foregår generelt altid i Roskilde, på Roskilde Tekniske Skole afdeling Vilvorde.

## Landsmøde
Landsmødet er EEO's næsthøjeste myndighed. Her indsuppleres til hovedbestyrelsen, og der vedtages udtalelser. Landsmødet er mere rettet mod aktivitet end Kongressen er, da der er flere workshops og mere tid til erfaringsudveksling mellem EEO's medlemselevråd.

## Hovedbestyrelsen
Erhvervsskolernes ElevOrganisations tredjehøjeste myndighed er hovedbestyrelsen. Denne består af den formandskabet, forretningsudvalgt og de stående udvalg (EUD, SOSU/PAU og HTX).

### Forretningsudvalget
Forretningsudvalget består af formanden, de to næstformænd, de tre ordførere, en international officer og en regionsordfører.

### EUD-udvalget
EUD (Erhvervsuddannelses)-udvalget består af elever fra erhvervsuddannelserne. De sørger for at varetage interesserne for eleverne på erhvervsuddannelserne i EEO's hovedbestyrelse og laver også politik på området.

### HTX-udvalget
HTX-udvalget består af elever fra de tekniske gymnasier. De sørger for at varetage interesserne for eleverne på HTX i EEO's hovedbestyrelse og laver også politik på området.

### SOSU/PAU-udvalget
SOSU/PAU-udvalget består af elever fra SOSU skolerne. De sørger for at varetage interesserne for eleverne på SOSU/PAU i EEO's hovedbestyrelse og laver også politik på området.
| Årstal    | Formand                   | Næstformand med ansvar for politik | Næstformand med ansvar for organisation    |
| --------- | ------------------------- | ---------------------------------- | ------------------------------------------ |
| 2024/2025 | Mads Haugbølle Behrendsen | Daniel Holm Hansen                 | Kasper Bjørnskov                           |
| 2023/2024 | Julie Kølskov Madsen      | Mads Haugbølle Behrendsen          | Kasper Bjørnskov                           |
| 2022/2023 | Julie Kølskov Madsen      | Eskild Jansen                      | Albert Janssens                            |
| 2021/2022 | Julie Kølskov Madsen      | Kaja Thilde Nielsen Eskild Jansen  | Albert Janssens                            |
| 2020/2021 | Julie Kølskov Madsen      | Kaja Thilde Nielsen                | Kira Simone Vendelbo                       |
| 2019/2020 | Anton Bay Hansen          | Kaja Thilde Nielsen                | Alexander Boje Lassen Kira Simone Vendelbo |
| 2018/2019 | Maja Mørk                 | Martin Flindt Nielsen              | Anders Frost                               |
| 2017/2018 | Helene Glundholt          | Magnus Mørk                        | Martin Flindt Nielsen                      |
| 2016/2017 | Helene Glundholt          | Magnus Kronborg                    | Martin Flindt Nielsen                      |
| 2015/2016 | Morten Egede              | Mie Hovmark                        | Helene Glundholt                           |
| 2014/2015 | Mie Hovmark               | Nadia Wolff                        | Mathias Rytter                             |
| 2013/2014 | Morten Ryom               | Mie Hovmark                        | Mathias Rytter                             |
| 2012/2013 | Morten Ryom               | Johan Sundwall                     | Casper Steppat                             |
| 2011/2012 | Christian Treholt         | Morten Ryom                        |                                            |
| 2010/2011 | Sune Baldus               | Johanne Stenstrup                  |                                            |
| 2009/2010 | Sune Baldus               | Stine Gydesen                      |                                            |
| 2008/2009 | Jonathan Simmel           | Stine Gydesen                      |                                            |
| 2007/2008 | Jonathan Simmel           | Rasmus Volf                        |                                            |
| 2006/2007 | Jonathan Simmel           | Rasmus Volf                        |                                            |
| 2005/2006 | Rasmus Gudmandsen         | Helene Jørgensen                   |                                            |
| 2004/2005 | Rasmus Gudmandsen         | Mette Bundgaard                    |                                            |
| 2003/2004 | Christina Celeste Nielsen | Nikolaj Sørensen                   |                                            |
| 2002/2003 | Martin Kaasgaard          |                                    |                                            |
| 2001/2002 | Matias Bredde             |                                    |                                            |
| 2000/2001 | Matias Bredde             |                                    |                                            |
| 1999/2000 | Matias Bredde             |                                    |                                            |
| 1998/1999 |                           |                                    |                                            |
| 1997/1998 | Marlene Catrine Skov      |                                    |                                            |
| 1996/1997 | Bjørn Nyrop               |                                    |                                            |